# 中級食肉動物

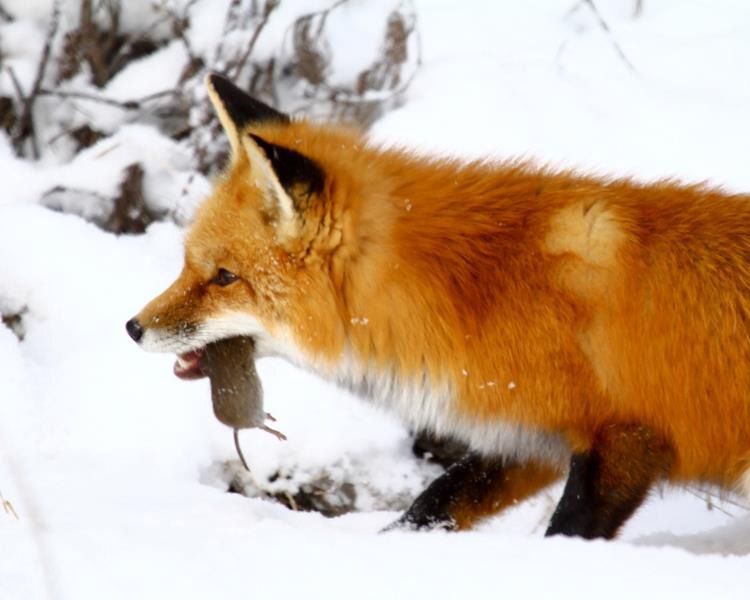
一只赤狐正在吃啮齿动物，紅狐就是一種中級食肉動物

中級食肉動物或中度食肉动物（英語：mesocarnivore）是指饮食中肉类佔30%～70%的动物，除了肉類，中級食肉動物還會以真菌、水果以及其他植物為食。 犬科（土狼、狐狸）、灵猫科、鼬科（貂、狐鼬）、浣熊科（浣熊）、臭鼬科（臭鼬）和獴科等都是中級食肉動物。赤狐是欧洲最常见的中級食肉動物。 